# Хоули, Стивен Алан
Сти́вен А́лан Хо́ули (англ. Steven Alan Hawley; род. 1951) — астронавт НАСА. Совершил пять космических полётов на шаттлах в качестве специалиста полёта: STS-41D (1984) «Дискавери», STS-61C (1986) «Колумбия», STS-31 (1990) «Дискавери», STS-82 (1997) «Дискавери» и STS-93 (1999) «Колумбия», астрофизик.

## Рождение и образование

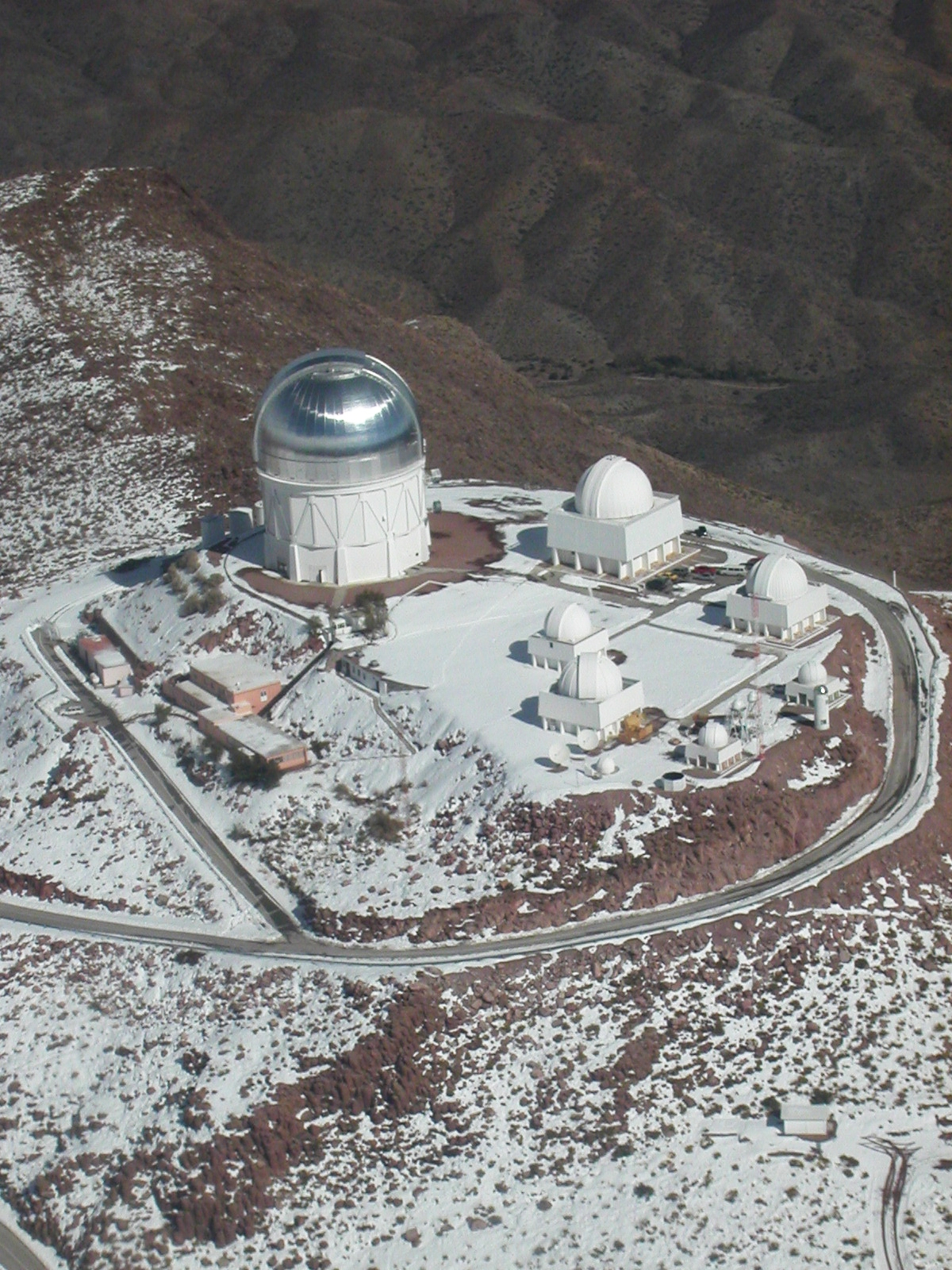
Обсерватория Серро-Тололо.

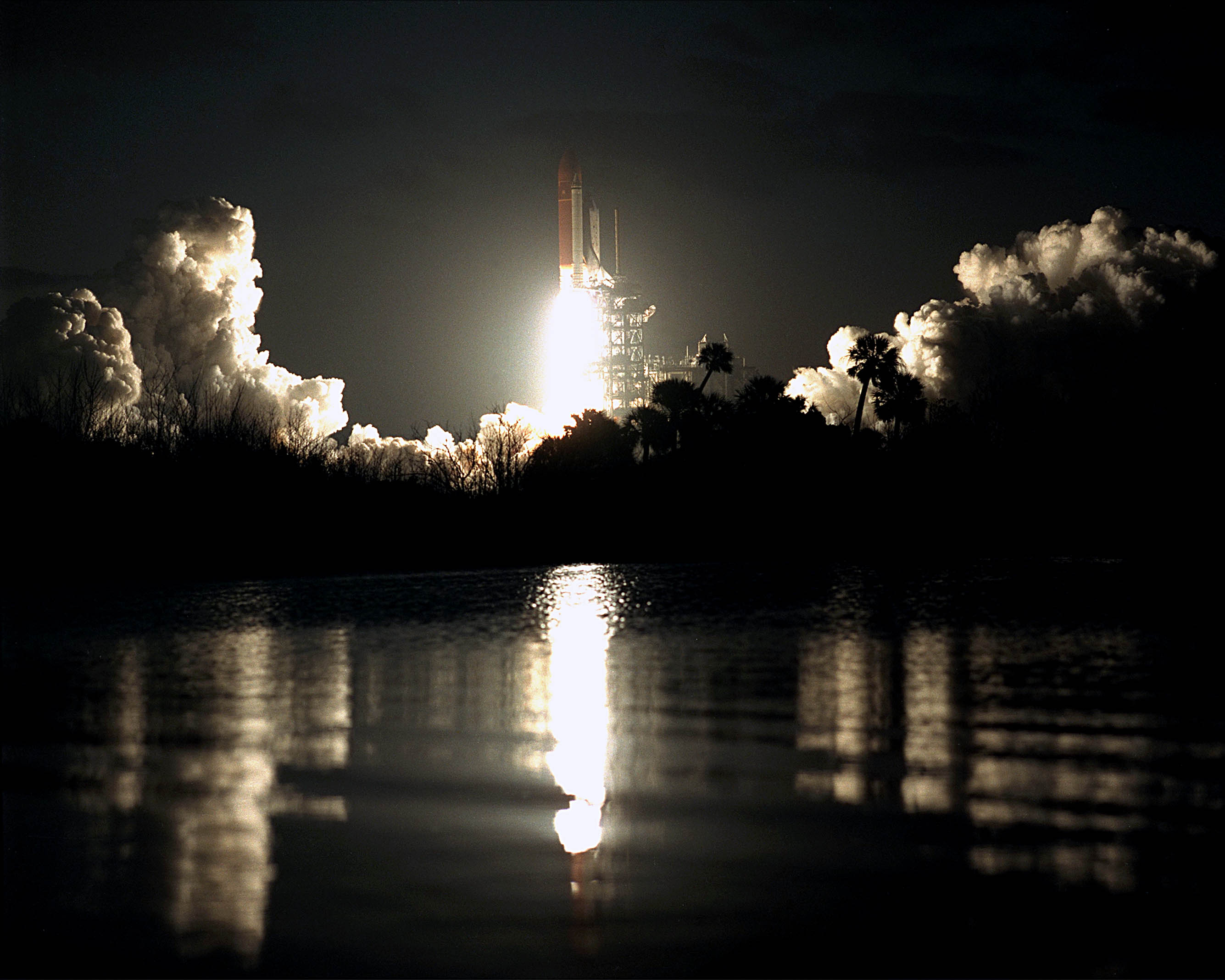
Старт STS-61C.

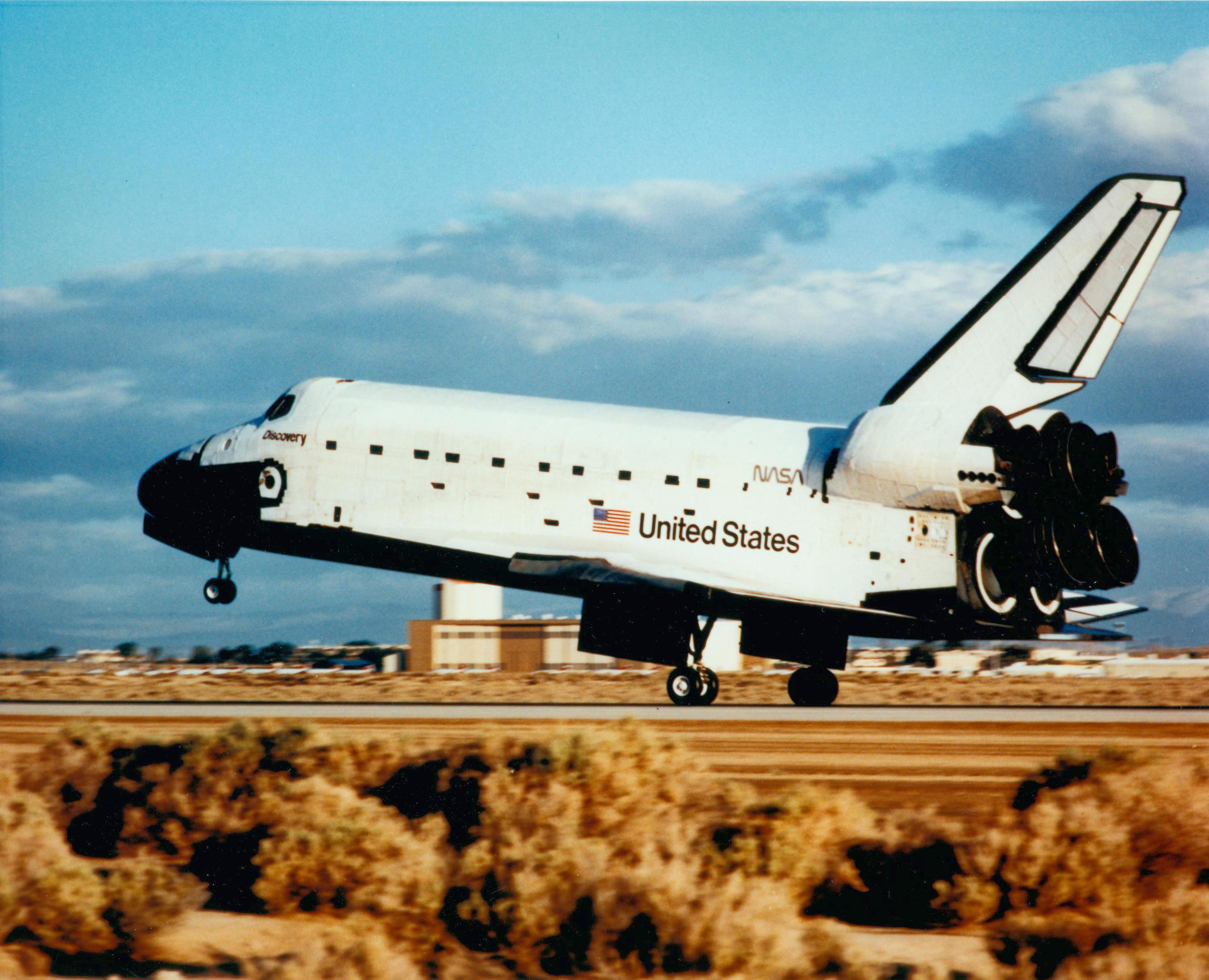
STS-31 — посадка.

Родился 12 декабря 1951 года в городе Оттаве, штат Канзас, но своим родным считает город Салина в том же штате.
В 1969 году окончил среднюю школу в городе Салина. В 1973 году окончил Университет Канзаса и получил степень бакалавра гуманитарных наук по физике и астрономии. В 1977 в Университете Калифорнии (Санта-Круз) защитил диссертацию и получил степень доктора наук по астрономии и астрофизике.

## До НАСА
В 1972 году служил научным сотрудником в Обсерватории ВМС США в городе Вашингтон. В 1973—1974 годах служил научным сотрудником в Национальной радиоастрономической обсерватории в городе Грин-Бэнк, штат Западная Виргиния. Затем работал в аспирантуре Ликской обсерватории (при Университете Калифорнии) в городе Санта-Круз. Занимался исследованиями в области спектрофотометрии газовых туманностей и линий излучения галактик, с целью определения преобладающих химических элементов в этих объектах. К моменту зачисления в отряд астронавтов работал научным сотрудником в Межамериканской Обсерватории Серро-Тололо в городе Ла-Серена в Чили.

## Космическая подготовка
16 января 1978 года зачислен в отряд астронавтов НАСА во время 8-го набора. Прошёл курс Общекосмической подготовки (ОКП) и в августе 1979 года был зачислен в Отдел астронавтов в качестве специалиста полёта. Входил в экипаж поддержки STS-2, STS-3, и STS-4. Работал в Лаборатории авиационного оборудования шаттла в качестве пилота самолёта-аналога. В 1984—1985 годах работал техническим помощником Директора управления лётных экипажей. В апреле 1987 года был назначен заместителем начальника Отдела астронавтов. В 1990 году был назначен заместителем директора Космического центра Эймса НАСА в Калифорнии и выбыл из отряда астронавтов. В августе 1992 года Стивен Хаули вернулся в Космический центр имени Джонсона и занял должность заместителя директора по операциям лётных экипажей. В декабре 1996 года вновь получил лётный статус и стал готовиться к полёту.

## Космические полёты
- Первый полёт — STS-41D[3], шаттл «Дискавери». C 30 августа по 5 сентября 1984 года в качестве специалиста полёта. Продолжительность полёта составила 6 суток 00 часов 57 минут[4].

- Второй полёт — STS-61C[5], шаттл «Колумбия». Со 12 по 18 января 1986 года в качестве специалиста полёта. Продолжительность полёта составила 6 суток 2 часа 3 минут[6].

- Третий полёт — STS-31[7], шаттл «Дискавери». C 24 по 29 апреля 1990 года в качестве специалиста полёта. Продолжительность полёта составила 5 суток 1 час 17 минут[8].

- Четвёртый полёт — STS-82[9], шаттл «Дискавери». C 11 по 21 февраля 1997 года в качестве специалиста полёта. Продолжительность полёта составила 9 суток 23 часа 38 минут[10].

- Пятый полёт — STS-93[11], шаттл «Колумбия». C 23 по 28 июля 1999 года в качестве специалиста полёта. Продолжительность полёта составила 4 суток 22 часа 50 минут[12].

Общая продолжительность полётов в космос — 32 дня 2 часа 43 минут. После реорганизации отряда астронавтов в июле 2002 года стал астронавтом-менеджером, и остался работать в НАСА.

## После полётов
После полётов (в 1997 и 1998 годах) вернулся на прежнюю должность, а в октябре 2002 года стал директором по операциям лётных экипажей. С ноября 2002 года по февраль 2008 года работал заместителем директора Управления космических и медико-биологических исследований Космического центра имени Джонсона по астрономическим исследованиям. В феврале 2008 года покинул отряд астронавтов, уволившись из НАСА. С февраля 2008 года работал в Университете штата Канзас, где преподавал математику и естествознание. В сентябре 2011 года был включён в состав комиссии (Kansas Service Academy Selection Board), которая будет заниматься отбором кандидатов от штата Канзас для поступление в различные военные Академии США.

## Награды
Награждён: Медаль «За исключительные заслуги» (1988 и 1991), Медаль «За выдающуюся службу» (НАСА), Медаль «За космический полёт» (5), и многие другие.

## Семья
- Жена (бывшая) — Салли Кристен Райд, астронавт НАСА, были в браке с 1982 по 1987 год.
- Жена — Эйлин М. Киган, детей нет.
- Брат — Джон Ф. Хоули (1958—2021), астрофизик и профессор астрономии Виргинского Университета, лауреат премии Шао в области астрономии (2013, совместно со Стивеном Балбусом[13]).

Увлечениябаскетбол, софтбол и гольф. Любит судить спортивные соревнования.